# Emballonura alecto
Emballonura alecto — є одним з видів мішкокрилих кажанів родини Emballonuridae. Він поширений в Брунеї, Індонезії, Малайзії і на Філіппінах. Зустрічається у вторинних лісах і сільськогосподарських районах, особливо там де багато печер.